# Munster
Munster (tiếng Ireland: an Mhumhain / Cúige Mumhan, phát âm [ə ˈvˠuːnʲ], [ˌkuːɟə ˈmˠuːn̪ˠ]) là một trong bốn tỉnh của Ireland, nằm về phía nam của đảo quốc. Trong thời kỳ đầu của Ireland, đây là một trong các "fifth" nằm dưới quyền cai trị của một "king of over-kings" tiếng Ireland: rí ruirech. Sau khi người Norman chinh phục Ireland, các vương quốc cổ bị phân thành các hạt vì mục đích hành chính và tư pháp. Trong các thế kỷ sau, quyền lực địa phương được phân quyền hơn cho các hạt lịch sử.
Munster không có chức năng chính quyền chính thức, có diện tích 24.675 km² và dân số là 1.246.088 người vào năm 2011, thành phố đông dân nhất là Cork. Các trung tâm đô thị quan trọng khác trong tỉnh bao gồm Limerick và Waterford.

## Lịch sử
Trong những năm đầu của thế kỷ sau, Munster là lãnh thổ của các dân tộc Iverni và dòng họ Clanna Dedad, dẫn đầu bởi Cú Roí và người mà vua Conaire Mór cũng thuộc về. Trong thế kỷ thứ 5, Thánh Patrick đã rao giảng tin mừng trong nhiều năm và thành lập các nhà thờ Thiên chúa giáo và các linh mục được phong chức. Trong thời Trung cổ, phần lớn diện tích là một phần của Vương quốc Munster, do triều đại Eóganachta cai trị. Trước đó, khu vực này bị các lãnh chúa Dáirine và Corcu Loígde cai trị từ đầu thế kỷ thứ 7 trở đi, có lẽ bắt đầu với sự nghiệp của Faílbe Flann mac Áedo Duib. Những người cai trị sau này từ Eóganachta thống trị phần lớn của Ireland là Cathal mac Finguine và Feidlimid mac Cremthanin. Các vương quốc và lãnh thổ nổi tiếng của Munster thời Trung cổ là Iarmuman (Tây Munster), Osraige (Ossory), Uí Liatháin, Uí Fidgenti, Éile, Múscraige, Ciarraige Luachra, Corcu Duibne, Corcu Baiscinn và Déisi Muman. Vào thế kỷ thứ 9, Gaels đã được các Viking Na Uy thành lập các thị trấn như Cork, Waterford và Limerick, phần lớn đã được nhà vua Ivar hợp nhất thành một đế quốc hàng hải, định kỳ sẽ đe doạ Munster xâm chiếm vào thế kỷ tiếp theo. Khoảng thời gian này Ossory tách khỏi Munster. Thế kỷ thứ 10 sự gia tăng của gia tộc Dalcassian, người trước đây đã sáp nhập Thomond, phía bắc sông Shannon đến Munster. Các nhà lãnh đạo của họ là tổ tiên của triều đại O'Brien và sinh ra Brian Boru, có lẽ là vị vua cao nhất Ai Len, và một số người trong số họ cũng là High Kings.
Vào năm 1118 Munster đã được sáp nhập vào Vương quốc Thomond bởi O'Briens, Vương quốc Desmond dưới triều đại MacCarthy (Eóganachta), và Vương quốc Ormond tồn tại trong thời gian ngắn ngủi dưới O'Kennedys (một nhà lưu học khác của Dalcassian). Ba chiếc vương miện của lá cờ Munster tượng trưng cho ba vương quốc này.
Đã có ảnh hưởng của Norman từ thế kỷ 14, bao gồm cả nhà FitzGerald, de Clare và Butler, hai trong số đó đã được khắc trên Earloms trong Lordship of Ireland, Earls of Desmond cuối cùng trở thành những thế lực độc lập, trong khi Earls of Ormond vẫn còn gần Anh hơn. O'Brien của Thomond và MacCarthy của Desmond đã đầu hàng và giành lại chủ quyền cho Tudors năm 1543 và 1565, gia nhập Vương quốc Ireland. Cuộc nổi dậy của Desmond, dẫn đầu bởi FitzGeralds, đã sớm theo sau.
Vào giữa thế kỷ 19 nhiều khu vực bị ảnh hưởng nặng nề trong Đại nạn đói, đặc biệt là ở phía tây. Tỉnh này bị ảnh hưởng bởi các sự kiện trong Chiến tranh Độc lập của Ireland vào đầu thế kỷ 20, và Cộng hòa Munster được thành lập và tồn tại trong một thời gian ngắn trong cuộc nội chiến Ireland.
Các nhà lãnh đạo Ireland Michael Collins và Daniel O'Connell trước đây đến từ các gia đình của người Gaelic Munster cũ.

## Kinh tế

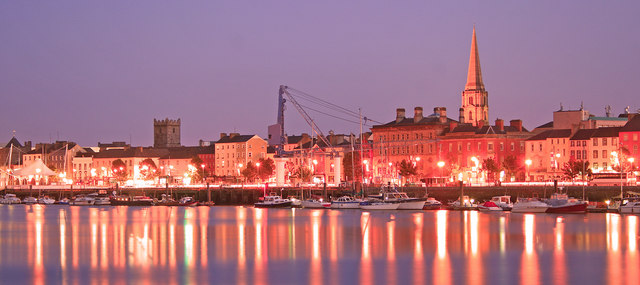
Thành phố Waterford

Munster là tỉnh giàu thứ hai của Ireland. Năm 2014, GDP bình quân đầu người của tỉnh đạt € 28.094 trong khu vực Nam Tipperary / Waterford (Đông Nam) và € 50.544 trong khu vực  Cork và Kerry (Nam-Tây). Mỗi năm, tỉnh này đóng góp tới 50 tỷ Euro cho GDP của Ireland.
| Khu vực           | Dân số  | Hạt                                | Thành phố lớn | GDP € (2012) | GDP bình quân đầu người (€) | GDP € (2014) | GDP bình quân đầu người (€) |
| ----------------- | ------- | ---------------------------------- | ------------- | ------------ | --------------------------- | ------------ | --------------------------- |
| South-West Region | 660,000 | Cork & Kerry                       | Cork          | 32.3 tỷ €    | 48,500 €                    | 33.745 tỷ €  | 50,544 €                    |
| Mid-West Region   | 380,000 | Limerick & North Tipperary & Clare | Limerick      | 11.4 tỷ €    | 30,300 €                    | 12.116 tỷ €  | 31,792 €                    |
| South-East Region | 460,000 | Waterford & South Tipperary        | Waterford     | 12.8 tỷ €    | 25,600 €                    | 14.044 tỷ €  | 28,094 €                    |
| Source: Eurostat  |         |                                    |               |              |                             |              |                             |

Ngành công nghiệp nông nghiệp của Munster tập trung quanh vùng đồng cỏ Golden Vale bao gồm các quận Cork, Limerick và Tipperary. Kerry Group sản xuất các sản phẩm  từ sữa bò của khu vực, và Glanbia là một nhà sản xuất thực phẩm điều hành một "trung tâm đổi mới" trong khu vực.  Dawn Meats cũng hoạt động từ County Waterford.

## Hành chính

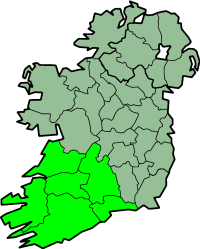
Bản đồ hành chính Munster

Tỉnh Munster được chia thành sáu hạt và ba thành phố
| Hạt/Thành phố    | Dân số    | Diện tích (km²) |
| ---------------- | --------- | --------------- |
| County Clare     | 117,196   | 3,450           |
| County Cork      | 399,802   | 7,500           |
| Cork City        | 198,582   |                 |
| County Kerry     | 145,502   | 4,807           |
| County Limerick  | 100,394   | 2,756           |
| Limerick City    | 102,161   |                 |
| County Tipperary | 158,754   | 4,305           |
| County Waterford | 62,276    | 1,857           |
| Waterford City   | 51,519    |                 |
| Tổng             | 1,246,088 | 24,675          |